# Западная улица Миньцюань (станция метро)
«Западная улица Миньцюань» (англ. Minquan West Road; кит. 民權西路) — пересадочный узел Тайбэйского метрополитена, связывающий линии Даньшуй и Синьчжуан. Находится на территории районов Чжуншань и Датун в Тайбэе. Станция «Западная улица Миньцюань» была открыта 28 марта 1997 года в составе первого участка линии Даньшуй. Расположена между станциями «Юаньшань» и «Шуанлянь». 3 ноября 2010 года была открыта пересадка на линию Синьчжуан. Станция «Западная улица Миньцюань» линии Синьчжуан располагается между станциями «Дацяотоу» и «Начальная школа Чжуншань».

## Техническая характеристика
Обе станции пересадочного узла — колонные двухпролётные с островными платформами. На станции есть десять выходов, из них шесть оборудованы эскалаторами и пять — лифтами для пожилых людей и инвалидов. Станция оборудована автоматическими платформенными воротами.